# Nevrez Calışkan
Nevrez Calışkan (* 1968 in Anatolien, Türkei) ist ein deutscher Unterhaltungskünstler. Bekanntheit erlangte er in den 1990er Jahren als „türkischer Elvis“ in zahlreichen Sendungen des deutschen und türkischen Fernsehens sowie beim Kölner Karneval. Die Hörzu sprach von ihm einmal als einem der besten Elvis-Presley-Imitatoren Europas.
Der Duisburger war als Interpret beispielsweise zu Gast in beliebten Fernsehshows wie dem ZDF-Fernsehgarten, Schmidteinander, TV total oder in Die Bülent Ceylan-Show, aber auch in diversen Unterhaltungssendungen des türkischen Fernsehens. Überdies sang er mehrfach zusammen mit dem Musiker und Moderator Götz Alsmann in dessen Show. Später gab es TV-Auftritte in ganz Europa.
Für einen Skandal in den türkischen Medien sorgte 1995 ein Auftritt Calışkans in der Harald Schmidt Show. Als Tänzerinnen begleiteten ihn zwei Mitarbeiterinnen der Comedysendung, die von der Requisite mit Kopftuch und Aldi-Tüte ausgestattet Türkinnen darstellen sollten. Dafür wurde er von einigen türkischen Zeitungen scharf verurteilt, weil er Klischees und Vorurteile befördert habe. Calışkan stellte klar, dass er bei der Sendung selbst von dem Auftritt der beiden Tänzerinnen überrascht worden sei. Zum 20. Todestag von Presley war Calışkan zu Gast bei Herman und Tietjen. Eva Herman führte das komplette Interview mit ihm in türkischer Sprache, obgleich der seit seinem vierten Lebensjahr in Deutschland lebende Calışkan akzentfrei Deutsch spricht. 
Anfang 2000 lieh Calışkan sein Gesicht verschiedenen Werbekampagnen, so machte er unter anderem Reklame für Peugeot in der Türkei und Post-its in Deutschland. Er hatte auch diverse Cameo-Auftritte in Fernsehserien und Kinofilmen von Doppelter Einsatz (1995), wo er einen entführten Elvisimitator darstellte, bis hin zu Wim Wenders’ Palermo Shooting (2008). Nachdem es Ende der 2000er ruhiger um den Presleyimitator geworden war, arbeitet der Musiker 2009 laut einem Bericht des WDR-Fernsehens an einer Doppel-CD mit in die türkische Sprache übertragenen Elvis-Songs. 
Calışkan ist ein Sohn türkischer Arbeitsmigranten und betrieb seine Musikertätigkeit zunächst lange als Job neben dem Studium. Zu seinem Showrepertoire, das nach speziellen Wünschen gebucht werden kann, gehören sämtliche Karrierephasen des Kings. Auch bringt der Muslim Weihnachtsspecials mit den Gospelsongs Presleys. Seine originalgetreuen Kostüme lässt Calışkan in der Türkei nähen.

## Einzelbelege
1. ↑  Hörzu, Ausgabe Heft 32, 10. bis 16. August 2002
2. ↑  http://www.elvis-live-show.de/Elvis-Imitator/Presse/sp-fernsehstar.jpg
3. ↑  http://www.elvis-live-show.de/Elvis-Imitator/Presse/nrz-harald.jpg
4. ↑  Stefan Moutty: Studentenjob Elvis-Imitator: Heute ein King. In: Spiegel Online. 15. August 2002, abgerufen am 10. Juni 2018.

| Personendaten    | Personendaten                   |
| ---------------- | ------------------------------- |
| NAME             | Calışkan, Nevrez                |
| KURZBESCHREIBUNG | deutscher Unterhaltungskünstler |
| GEBURTSDATUM     | 1968                            |
| GEBURTSORT       | Anatolien, Türkei               |